# Lista postaci cyklu Ziemiomorze
Lista fikcyjnych postaci z Ziemiomorza, cyklu powieści fantasy, amerykańskiej pisarki Ursuli K. Le Guin.

## Ged (Krogulec)
Dzieje Geda, zwanego Krogulcem, od jego dzieciństwa do starości, zawarte są we wszystkich częściach cyklu, choć protagonistą jest tylko w pierwszej powieści – Czarnoksiężniku z Archipelagu i ostatnim opowiadaniu – Blask ognia. Jako Arcymag, był największym z żyjących czarodziejów.

## Tenar
Tenar, Biała Pani, główna bohaterka powieści Grobowce Atuanu i Tehanu, pojawia się także w zamykającej cykl powieści Inny wiatr. Drobnej budowy, czarnowłosa i jasnoskóra. Jedna z nielicznych mieszkańców Ziemiomorza nosząca jawnie swoje imię.
Urodziła się tego samego dnia, kiedy zmarła najwyższa kapłanka Grobowców Atuanu, jednej z wysp Kargadu, więc gdy skończyła sześć lat stała się jej następczynią. Straciła wtedy swe imię i przyjęła przydomek Kapłanki Wiecznie Odradzanej, Arha – „Pożarta”. Od kapłanek niższego szczebla uczyła się obrzędów Bezimiennych. Nauczyła się także na pamięć poruszać się po podziemnym Labiryncie, gdzie spoczywały skarby Bezimiennych.
Któregoś dnia Arha znalazła w podziemiach mężczyznę, który przybył ograbić skarbiec. Po pewnym czasie stwierdziła, że mężczyzna jest magiem, który szuka największego ze skarbów Labiryntu – połowy pierścienia Erreth-Akbego. Wbrew zasadom postanowiła mu pomóc i uwolniła go, darowując wcześniej amulet. Ged, bo to on był owym magiem, uciekając, zabrał ze sobą nie tylko połówkę amuletu, ale i Arhę, teraz znów Tenar, którą uwolnił spod władzy Bezimiennych. Świątynia po ich wyjściu zawaliła się w gruzy. Pierścień Erreth-Akbego znów połączony stanowił klucz do pokoju w całym Archipelagu. A przywiozła go do stolicy, Havnoru, właśnie Tenar. Para bohaterów, Tenar i Ged, mimo łączącej ich więzi nie zdecydowali się na związek. Wybrali zamiast tego pełnienie swych ról społecznych, które wymagają życia w pojedynkę.
Kobieta potem popłynęła na wyspę Gont, gdzie przez kilka następnych lat pobierała nauki u maga Ogiona. Po latach przybrała imię Goha i założyła rodzinę – wyszła za mąż za prostego rolnika Krzemienia, miała dwoje dzieci, córkę Jabłko i syna Iskrę. Jej otoczenie nie wiedziało o roli, jaką odegrała w odzyskaniu pierścienia Erreth-Akbego. Po śmierci męża została sama na farmie. Zaopiekowała się poparzoną dziewczynką, ofiarą okrutnego traktowania ze strony włóczęgów, której nadała imię Therru. Obydwie zajęły się starym magiem Ogionem, który pod ich opieką dożył swoich dni i właśnie Tenar przed śmiercią zdradził swe prawdziwe imię.
Tuż po jego śmierci, smok Kalessin przyniósł półżywego Krogulca, który stracił umiejętności magiczne po pojedynku z Cobem (Najdalszy brzeg). Na odludziu mężczyzna powoli dochodził do siebie. W okolicy pojawił się człowiek, który skrzywdził wcześniej Therru, a Tenar wdała się także w konflikt z wyniosłym czarodziejem Aspenem. Postanowiła zabrać Therru do swojego domu, ale tam też znaleźli je złoczyńcy, na szczęście uratował je przybyły w porę Krogulec. Tenar uczyniła go swoim partnerem. Gdy w domu zjawił się syn Tenar, prawowity właściciel farmy, który jako nastolatek uciekł na morze, kobieta stwierdziła, że jest on teraz pustym i zawistnym człowiekiem. Opuściła więc, w towarzystwie Therru i Krogulca, swoją farmę i wróciła do domu Ogiona. Po drodze napotykali dworskiego maga Aspena, wyznawcę Coba, który zniewolił ich. Therru, widząc upokorzenie przybranych rodziców, ujawniła swą prawdziwą naturę i wezwała smoka Kalessina. Smok przybył, uwalniając Tenar i Krogulca i przynosząc zagładę czarnemu magowi i jego stronnikom. W małej Therru, o prawdziwym imieniu Tehanu, odnalazł od dawna poszukiwaną przedstawicielkę zapomnianego rodu ludzi-smoków. Chciał ją zabrać ze sobą, ale Tehanu postanowiła na razie zostać razem ze swoimi najbliższymi w starym domu Ogiona.
Kilka lat później Tenar i Tehanu gościły na Havnorze u króla Lebannena. Król miał wówczas kłopoty – smoki, które ze swoich ziem na zachodzie przyleciały na pobliskie wyspy starały się stamtąd wypłoszyć ludzi. Tenar poznała tam tajemniczą księżniczkę Kargów, którą ojciec chciał wydać za króla Ziemiomorza. Okazało się, że w legendach tego ludu przechowała się historia o tym, iż kiedyś ludzie i smoki byli jednym plemieniem, po czym część wybrała wolność, wieczne życie i odleciała na zachód, stając się smokami, a część wybrała dobrobyt i stała się ludźmi, a aby nie umierać na zawsze, stworzyła magię, która zatrzymuje dusze zmarłych w suchej krainie. Na wyspie Roke wraz z Mistrzami Roke odkryli ostateczną prawdę, przechowaną w legendzie. W krainie zmarłych czarodziej Olcha wraz z Tehanu zburzyli mur i uwolnili zmarłych, pozwalając im umrzeć naprawdę i odejść do krainy poza zachodem. Po rozwiązaniu zagadki Tenar wróciła do swojego mężczyzny, Geda, na Gont.
W serialu Ziemiomorze postać Tenar odtwarzała Kristin Kreuk, zaś w Opowieściach z Ziemiomorza głosu w angielskiej wersji użyczyła Mariska Hargitay, zaś w japońskiej Jun Fubuki.

## Tehanu
Tehanu jest jedną z głównych bohaterek powieści Tehanu, pojawia się także w zamykającej cykl powieści Inny wiatr.
Jako mała dziewczynka, została okrutnie potraktowana przez swoich opiekunów, włóczęgów, którzy prawdopodobnie wykorzystali ją fizycznie i, chcąc zatrzeć ślady swego występku, wrzucili do ognia. Poważnie poparzonym dzieckiem zaopiekowała się Tenar, lecz dziewczynka z trudem powracała do zdrowia, była trwale okaleczona i prawie nie mówiła. Tenar nazwała bezimienną dziewczynkę Therru („Żar ognia”). Therru – a wraz z nią Tenar – została odrzucona przez miejscową społeczność, jako „inna”, nieakceptowana przez swoją odmienność; jej widok przywoływał istnienie „ciemnego fragmentu duszy człowieka”. Na odludziu wyspy Gont, w samotni sędziwego czarodzieja Ogiona, powoli dochodziła do siebie. Kobieta stała się dla niej przybraną matką, a były arcymag Ged przybranym ojcem. Ważną rolę w samouświadomieniu miała dla dziewczynki legenda o tym, że istnieją gdzieś na świecie ludzie-smoki, istoty, które mogą przybierać obydwie postaci. Therru, ratując swych rodziców przed czarnym magiem Aspenem, odkryła w końcu swą prawdziwą naturę, przedstawicielkę zapomnianego rodu ludzi-smoków i swe prawdziwe imię – Tehanu.
Kilkanaście lat później Tehanu pomogła królowi Lebannenowi porozumieć się z rozjuszonymi smokami, chcącymi wyprzeć ludzi ze swoich ziem. Król zabrał ją ze sobą na wyspę magów, Roke, a tam, razem z czarodziejem Olchą, młoda kobieta-smok zburzyła mur, który nie pozwalał martwym ludziom naprawdę odejść i zakłócał równowagę świata. Tam też odkryła nareszcie w pełni swą smoczą naturę, przybrała nową postać i odleciała na zachód, do krainy smoków.
W Opowieściach z Ziemiomorza głosu w angielskiej wersji użyczyła Blaire Restaneo, zaś w japońskiej Aoi Teshima.

## Cob
Cob jest głównym antagonistą w powieści Najdalszy brzeg.
Był on nekromantą obdarzonym ogromną potęgą. Lękał się śmierci tak bardzo, że postanowił stać się nieśmiertelnym za wszelką cenę. Przywoływanie zmarłych – trudna i niebezpieczna sztuka – przychodziła Cobowi tak łatwo, że robił to za pieniądze i sprowadzał z Suchej Krainy kogo tylko chciał. Krogulec rozgniewał się na niego bardzo, gdy ten przywołał ducha arcymaga Nemmerlego, który poświęcił dla niego życie. W gniewie Ged upokorzył Coba zawlókłszy go do Suchej Krainy – ziemi śmierci, której nekromanta tak się lękał.
Cob mimo to nie zaprzestał swych praktyk, lecz dzięki wiedzy zyskanej między innymi z zapisków Szarego Maga z Paln, stał się z czasem znacznie potężniejszy. W końcu dzięki swej magii zyskał swoistą pseudo-nieśmiertelność, dzięki której mógł trwać wiecznie w Suchej Krainie nie tracąc nic ze swej potęgi, ani zdolności do aktywnego działania. By zdobyć władzę nad żywymi ludźmi, Cob wykonał wyłom w murze otaczającym krainę śmierci. Dzięki niemu przemawiał do nich w snach i kusił obietnicą wiecznego życia. Jeszcze groźniejszym skutkiem powstania wyrwy był rozszerzający się wpływ Suchej Krainy na Ziemiomorze, objawiający się m.in. zanikiem magii i rzemiosła.
Zjawisko to nie umknęło uwadze Mistrzów ze Szkoły na Roke. Problem okazał się tak poważny, że arcymag Krogulec zdecydował się wybrać w podróż w poszukiwaniu jego źródła, zabierając ze sobą księcia Arren. Na trop Coba naprowadził ich sam Orm-Embar – najpotężniejszy smok Ziemiomorza. Poprosił on Geda o pomoc, gdyż okazało się, że klątwa Coba może doprowadzić do zagłady smoków, gdyż odbiera im ich język – mowę tworzenia – esencję ich istnienia.
Miejscem, z którego rozprzestrzeniał się wpływ Coba na świat, okazała się wyspa Selidor na najdalszym zachodzie Ziemiomorza. Tam, w miejscu gdzie przed wiekami zginęli w pojedynku Erreth-Akbe i Orm, arcymag wezwał Coba, a ten unieruchomił Geda i towarzyszącego mu Arrena, po czym rzucił w arcymaga zaklętą włócznią Szarego Maga. Krogulca uratował sam Orm-Embar – zionął w Coba swym ogniem, lecz zginął od rzuconej przez niego włóczni. Niestety nie wystarczyło to by zniszczyć nekromantę – ciało przepadło, lecz strzęp człowieka uciekł do Suchej Krainy. Arcymag i młody książę podążyli za nim – przekroczyli mur otaczający krainę umarłych i zeszli po zboczu, aż do Suchej Rzeki. Odnaleźli Coba obok magicznej wyrwy w skalnej ścianie, przez którą wpływ tego miejsca sięgał do Ziemiomorza. Ged zasklepił wyłom i złamał wiążące Coba zaklęcia, które nie pozwalały mu umrzeć. Cob stał się jednym z wielu duchów zamieszkujących krainę umarłych, lecz niektórzy magowie nie zapomnieli o nim, ani o pokusie nieśmiertelności.
Cob jest antagonistą w luźnej adaptacji cyklu, Opowieściach z Ziemiomorza, lecz jest przedstawiony inaczej niż w powieści. Głos postaci w originale podkłada Yuko Tanaka, a w wersji angielskiej Willem Dafoe.

## Inni bohaterowie

### Irian
Tytułowa postać opowiadania Ważka, podobnie jak większość postaci, powraca w ostatniej powieści. Przedstawicielka pół ludzi pół smoków, co sugeruje jej imię (ang. „Dragonfly”).

### Kalessin
Najstarszy ze smoków, pojawia się pod koniec powieści Najdalszy brzeg i Tehanu, by pomóc głównym bohaterom. Zostaje nazwany Segoyem, co sugeruje, że utożsamiany jest ze stwórcą wysp Ziemiomorza.

### Lebannen
Lebannen, zwany Arrenem, to protagonista Najdalszego brzegu; pojawia się też w Innym wietrze. Syn księcia Enladów z rodu Morreda. Później koronowany, staje się pierwszym królem Ziemiomorza od śmierci Mahariona. Podobnie jak Tenar jawnie nosi swoje imię.
W Opowieściach z Ziemiomorza głosu, w angielskiej wersji, użyczył Matt Levin, zaś w japońskiej Jun'ichi Okada.

### Ogion
Aihal z Gontu, zwany Ogionem Milczącym, to mistrz Geda i czarnoksiężnik wyspy Re Albi. Szczupły, śniadoskóry, jest małomówny i ma spokojny charakter, na co dzień prowadzi proste życie – hoduje kozy, spaceruje po lesie. Rzadko korzysta ze swych magicznych mocy.

### Orm Embar
Najpotężniejszy ze smoków w czasach, gdy Ged był Arcymagiem. Potomek legendarnego Orma, którego młody Krogulec poznał jeszcze przed wizytą w Grobowcach Atuanu. Ginie, zabity przez Coba włócznią Szarego Maga, na wyspie Selidor, ratując przy tym Geda.

### Vetch
Estarriol, zwany Vetchem, był czarnoksiężnikiem wyspy Iffish i przyjacielem Geda, któremu pomógł dopłynąć do brzegów Suchej Krainy.